# Massaker von Klaek Reman und Aifu
Die Massaker von Klaek Reman und Aifu war die Ermordung von mindestens 30 Anhängern der linksorientierten Partei FRETILIN durch Kämpfer der konservativen União Democrática Timorense (UDT) während des Bürgerkrieges in Osttimor 1975.
Die Kolonie Portugiesisch-Timor befand sich in der Vorbereitung auf die Unabhängigkeit, als die UDT aus dem Bündnis mit der FRETILIN ausscherte und in der Nacht zum 11. August 1975 gewaltsam versuchte die Kontrolle über die Kolonie zu übernehmen. Der portugiesische Gouverneur Mário Lemos Pires weigerte sich in den Konflikt einzugreifen.
In Aifu (Suco Poetete, Subdistrikt Ermera, Distrikt Ermera) hatte sie eine größere Zahl von Gefangenen versammelt. Am 20. August wurden die Gefangenen aufgrund der ausbrechenden Kämpfe in der Kolonialhauptstadt Dili in die Distriktshauptstadt Ermera gebracht. Am 27. August übernahm die FRETILIN die Kontrolle über die Kolonialhauptstadt Dili und bis Anfang September auch über den Distrikt Aileu. Sie rückte nun in Richtung Ermera vor, wo die UDT noch eine Hochburg hatte. 70 Gefangene kamen in eine Zelle.
Am 1. September wurde Manuel Duarte zusammen mit vier anderen Gefangenen wieder nach Aifu gebracht, um dort hingerichtet zu werden. Auf dem Weg dahin trafen sie auf UDT-Kämpfer, die die Gruppe nach Klaek Reman (Distrikt Ermera) umdirigierten. In Klaek Reman angekommen wurde den Gefangenen Armbanduhren und Geld abgenommen und ihnen wurde klar, dass sie sterben sollten. In Klaek Reman kamen sie auch an anderen Gruppen von insgesamt 70 Gefangenen vorbei, darunter zwei Kinder, die in Richtung Aifu gingen und beteten. Manuel Duarte wurde mit fünf anderen in Klaek Reman aufgestellt und mit Speeren niedergestochen. Sie rollten einen Abhang herunter in eine Kaffeeplantage. Die UDT-Kämpfer folgten ihnen und schlugen auf ihre Opfer ein. Duarte wurde dabei der Kiefer gebrochen. Dann legte man die Opfer in eine Reihe und bedeckte sie mit einer Plane und Ästen. Manuel Duarte gelang es sich zu befreien und zum Haus eines Freundes durchzuschlagen. Dort erhielt er erste Hilfe von einer Krankenschwester. Am nächsten Tag trafen Kämpfer der Forças Armadas de Libertação Nacional de Timor-Leste (FALINTIL) ein, der Parteiarmee der FRETILIN. Man brachte Duarte nach Dili, wo er vom Roten Kreuz versorgt wurde. Auch ein weiterer Gefangene überlebte die Hinrichtung.
In Aifu wurden die Opfer in Vierergruppen, an den Händen gefesselt von den anderen Gefangenen abgetrennt und mit Gewehren erschossen. Als noch etwa 30 Gefangene übrig waren, wurde das Töten eingestellt. In der Nacht wurde Aifu von FALINTIL-Kämpfern umzingelt und die Gefangenen kamen frei. Die Empfangs-, Wahrheits- und Versöhnungskommission von Osttimor (CAVR) zählte nach Zeugenaussagen später 26 Tote in Aifu.
An das Massaker und die Opfer der Kämpfe erinnert seit 2016 ein Denkmal. Bei der Grundsteinlegung waren neben Regierungs- und Parlamentsmitgliedern Vertreter der Parteien FRETILIN, UDT, APODETI und PT sowie von insgesamt zwölf Sucos anwesend.